# Naufragios (película de 1957)
Naufragios (título original: Wraki) es una película polaca de suspenso de 1957, dirigida por Ewa Petelska y Czeslaw Petelski, que a su vez la escribieron junto a Bohdan Czeszko, está basada en la novela de Janusz Meissner, musicalizada por Mateusz Wolberg, en la fotografía estuvo Karol Chodura y los protagonistas son Zbigniew Józefowicz, Zbigniew Cybulski y Urszula Modrzynska, entre otros. El filme fue realizado por Zespól Filmowy “Studio” y se estrenó el 1 de septiembre de 1957.

## Sinopsis
El buceador Antoni Barnat es culpado erróneamente de provocar un accidente bajo el agua, dicho suceso casi causa el fallecimiento de su compañero de buceo. Curiosamente, los dos están enamorados de la misma mujer, Teresa.